# Trieces nigrifaciatus
Trieces nigrifaciatus là một loài tò vò trong họ Ichneumonidae.